# Antonio Pérez (philosophe)
 (janvier 2024).
La mise en forme du texte ne suit pas les recommandations de Wikipédia : il faut le « wikifier ».
Les points d'amélioration suivants sont les cas les plus fréquents. Le détail des points à revoir est peut-être précisé sur la page de discussion.
- Les titres sont pré-formatés par le logiciel. Ils ne sont ni en capitales, ni en gras.
- Le texte ne doit pas être écrit en capitales (les noms de famille non plus), ni en gras, ni en italique, ni en « petit »…
- Le gras n'est utilisé que pour surligner le titre de l'article dans l'introduction, une seule fois.
- L'italique est rarement utilisé : mots en langue étrangère, titres d'œuvres, noms de bateaux, etc.
- Les citations ne sont pas en italique mais en corps de texte normal. Elles sont entourées par des guillemets français : « et ».
- Les listes à puces sont à éviter, des paragraphes rédigés étant largement préférés. Les tableaux sont à réserver à la présentation de données structurées (résultats, etc.).
- Les appels de note de bas de page (petits chiffres en exposant, introduits par l'outil «  Source ») sont à placer entre la fin de phrase et le point final[comme ça].
- Les liens internes (vers d'autres articles de Wikipédia) sont à choisir avec parcimonie. Créez des liens vers des articles approfondissant le sujet. Les termes génériques sans rapport avec le sujet sont à éviter, ainsi que les répétitions de liens vers un même terme.
- Les liens externes sont à placer uniquement dans une section « Liens externes », à la fin de l'article. Ces liens sont à choisir avec parcimonie suivant les règles définies. Si un lien sert de source à l'article, son insertion dans le texte est à faire par les notes de bas de page.
- La présentation des références doit suivre les conventions bibliographiques. Il est recommandé d'utiliser les modèles {{Ouvrage}}, {{Chapitre}}, {{Article}}, {{Lien web}} et/ou {{Bibliographie}}. Le mode d'édition visuel peut mettre en forme automatiquement les références.
- Insérer une infobox (cadre d'informations à droite) n'est pas obligatoire pour parachever la mise en page.

Pour une aide détaillée, merci de consulter Aide:Wikification.
Si vous pensez que ces points ont été résolus, vous pouvez retirer ce bandeau et améliorer la mise en forme d'un autre article.
Pour les articles homonymes, voir Antonio Pérez (homonymie) et Perez.
Antonio Pérez, de son nom complet Antonio Pérez Valiende de Navas (Nabas), né  à Puente la Reina-Gares, Espagne, le 19 mars 1599 et décédé à Corral de Almaguer, le 2 mars 1649, est un philosophe et jésuite espagnol du XVIIe siècle, surnommé « Theologus mirabilis ».

## Biographie
Antonio Pérez est entré dans la Compagnie de Jésus le 13 mars 1613 à Pampelune, dans sa Navarre natale, où il avait déjà étudié pendant trois ans la grammaire et le latin (probablement dans le collège jésuite de la Anunciada). Il fait ensuite son noviciat à Villagarcía de Campos (Valladolid). Il poursuit ses études de philosophie au Collège de Medina del Campo (1615-1618) et la théologie à celui de Salamanque (1618-24), cette dernière sous Benito de Robles, qui fut également précédemment le maître de Pedro Hurtado de Mendoza (sous lequel Pérez devait également étudier). Il ne semble pas qu'il ait pu rencontrer Juan de Lugo durant son séjour salmantin (selon B. Adsuara). Il devient ensuite lui-même professeur : d'abord la philosophie au Colegio de San Ambrosio de Valladolid pendant 3 ans (1625-28), puis la théologie dès 1628 au Collège de Salamanque, puis au Colegio de San Ambrosio de Valladolid (1631-34), et enfin à nouveau au Collège de Salamanque (1634-41).
En 1641 commence la carrière romaine du Navarrais : il quitte Salamanque pour Rome le 7 juin 1641, appelé au Collège romain. Il y succédera à Juan de Lugo comme professeur de théologie : ce dernier est nommé alors cardinal "in pectore" le 13 juillet 1643 (et publiquement le 14 décembre 1643). Il enseigne alors la théologie jusqu'en 1648, lorsqu'il est évincé de sa chaire pour des raisons encore troubles : Antonio Pérez était réputé comme un professeur à la fois génial et compliqué, on dit de lui qu'il était plus propre à former des maîtres que des étudiants, et on lui chercha finalement un successeur (à son insu), à savoir Martin de Esparza Artieda, Navarrais comme lui. Pérez a défendu son action dans un écrit à l'attention du préposé général dans lequel s'harmonisent pleinement la soumission à ses supérieurs et un raisonnement vigoureux. Finalement en 1648, le préposé général Vincenzo Caraffa décida de le renvoyer en Espagne, mais la mort le surprit sur le chemin à Corral de Almaguer (Tolède).

## Œuvre
Sa disparition un peu prématurée explique que son enseignement soit surtout disponible dans une édition posthume assez problématique, aux passages parfois obscurs. La majeure partie de son œuvre théologique est restée manuscrite, et de son cours de philosophie de jeunesse, on ne conserve que la section consacrée à la physique. Il affirme avoir composé une Logica et un De Anima qui paraissent perdus.
L'œuvre philosophique et théologique de Pérez est très originale : il marque le grand tournant "augustinien" au sein de la tradition jésuite. À Rome, il devint le défenseur de la tradition "optimiste" (que Juan de Lugo avait encore refusée), qui sera surtout popularisée par son élève Martin de Esparza Artieda, de même que de l'élève et successeur de ce dernier Miguel de Elizalde. Il défendit également la doctrine du "décrêt total" (c'est-à-dire que le monde n'est pas le résultat d'une série de décrets divins, mais d'un seul décret indifférenciable). Ces deux positions se retrouveront de manière caractéristique chez Gottfried Wilhelm Leibniz, qui connaissait bien son œuvre (cfr. Gerhardt II, 336, 343). Il est mentionné par Des Bosses sur la question de l'infini actuel, qu'il estime mathématiquement impossible mais métaphysiquement possible. Au niveau de l'analyse de la foi, il cherchait une voie moyenne entre un fidéisme (fondé sur l'autorité extérieure) et un illuminisme (fondé sur l'expérience intérieure). Il renouvela également la réflexion sur la "preuve ontologique" de l'existence de Dieu (en prouvant d'abord la possibilité d'un ens perfectissimum, puis la compossibilité de perfections simples, comme chez Leibniz). Pérez fut également exposé à de nombreuses critiques au sein de la Société, notamment par Sebastián Izquierdo dans la Province de Tolède. Son œuvre est également une contribution originale au droit de son époque, dans la lignée des grands tratadistes de iustitia et iure (en particulier celui de Lugo) : il défend la doctrine d'un droit subjectif ou sur ce qui est le sien (la "suitas", Lugo parlant seulement du "sien") et de ce dont on peut disposer en liberté propre et en respectant la liberté d'autrui. Il établit sur cette base une réflexion sur le droit d'auteur, la propriété intellectuelle, y compris chez un religieux ayant fait vœu de pauvreté.

## Œuvres

### Manuscrits
- Tractatus de auxiliis divinae gratiae, disputatio prima cum statu controversiae inter catholicos, Salamanca BU, Ms 460/2.
- De existentia et attributis divinis, Salamanca BU, Ms 781/2.
- Tractatus de incarnatione Verbi Divini, in tertiam partem divi Thomae, Salamanca BU, Ms 104/2.
- Tractatus de poenitentia, Salamanca BU, Ms 777.
- Tractatus de providentia divina et praedestinatione, Salamanca BU, Ms 96/2.
- De sacramento eucharistiae, Salamanca BU, Ms 460/4.
- Tractatus de vitiis et peccatis, Salamanca BU, Ms 460/1.
- Disputationes de auxiliis divinae gratiae, Salamanca BU, Ms 776/1.
- Disputationes de Deo trino et uno, Salamanca BU, Ms 679bis.
- Disputationes de incarnatione Divini Verbi, Salamanca BU, Ms 461.
- Disputationes de iustificatione, Salamanca BU, Ms 634/2.
- Disputationes de restitutione, Salamanca BU, Ms 96/6.
- Disputationes de sacramento et virtute poenitentiae, Salamanca BU, Ms 825/4.
- Disputationes de vitiis et peccatis, Salamanca BU, Ms 782/2.
- Responsiones ad puncta super obscuritate scriptorum suorum, Salamanca BU, Ms 206 (l'indication du Ms 753 donnée dans le Diccionario histórico de la Compañía de Jesús est erronée).
- Disputationes de voluntate Dei ad quaestionem 19 Iae partis Divi Thomae (Colegio de San Ambrosio, Valladolid, 1633), Santiago de Compostela BU, Ms. 119.
- Disputationes de Sacrosancta Trinitate (163?), Santiago de Compostela BU, Ms. 399.
- Disputationes in primam-secundae S. Thomae de vitiis et Tractatus peccatis et de gratia, Roma APUG , Ms 841 [le manuscrit contient en outre deux folios imprimés de "Conclusiones theologicae de peccatis, et gratia" et "De sacramento eucharistiae"].
- Disputationes in octo libros physicorum, Roma APUG, Ms 1396.
- Tractatus de Deo Uno et Trino, Roma, Bibliothèque Angelica, Ms. 1289 (T.2.15), cité par Narducci (I, 543b).
- De Deo, de Gratia, de Fide, de Incarnatione : manuscrit perdu, autrefois conservé au Collège Louis-le-Grand, Paris (selon Uriarte, contient aussi un "De substantialibus Instituti S.J.").
- Tractatus de peccatis, Roma APUG, Ms. 236 [test. Borja Adsuara].
- Tractatus de sacramentis in genere, Roma, Bibliothèque Angelica, Ms. 1290 (T.2.16), cité par Narducci (I, 543b).

### Œuvres imprimées
- In primam partem D. Thomae tractatus V. Opus posthumum, Rome, typ. Angelo Bernabò dal Verme, 1656 (lire en ligne) ;
- Tractatus de Iustitia et Iure, de Restitutione et Poenitentia, Rome, ex typographia Varesij, 1668 (lire en ligne) ;
- In Secundam et Tertiam partem D. Thomae Tractatus VI, Lyon, typ. Laurentii Arnaud et Petri Borde, 1669 (lire en ligne).

### Thèses
- Pérez, Antonio, S.J. [praes.] : Kotulinksi, Fridericus Alexander [def.], Conclusiones theologicae de Deo trino et uno (Collegium Romanum, pridie nonas Septembris 1648), Romae, typ. Corbelletti, 1648, 62 f.
- Sforza Pallavicino, Pietro ; [Pérez, Antonio] [praes.], Theses theologicae de fide, spe, charitate et poenitentia, assertae in Collegio Romano Societatis Iesu, ab Hippolyto Duratio, Ad Eminentiss. et Reverendiss. Princ. Io. de Lugo S.R.E. Card. Romae, Typis Haeredum Corbelletti, 1647 [Sommervogel attribue ces thèses totalement à Sforza Pallavicino ; Uriarte, dans son «Catálogo razonado de obras anónimas y seudónimas de autores de la Compañía de Jesús», no 5476, affirme qu’une partie des thèses est de Pérez].

### Traductions
- Pérez, Antonio, S.J., Presciencia y posibilidad (1656), Estudio Preliminar, selección de textos y traducción de Juan Cruz Cruz, Pamplona : Servicio de Publicaciones de la Universidad de Navarra, 2006 (Cuadernos de Pensamiento español, 31) ;
- Pérez, Antonio, S.J., Naturaleza y sobrenaturaleza (1669), estudio preliminar, selección de textos y traducción de Juan Cruz Cruz, Pamplona : Servicio de Publicaciones de la Universidad de Navarra, 2006 (Cuadernos de Pensamiento español, 33).

### Autres sources
- Honoré Fabri, Summula theologica, Lyon, L. Anisson, 1669, tract. 1, c. 1, § 11, p. 14-16.
- P. Gonzalez de Mendoza, "Carta al P. Sforza Pallavicino, 1649", ARSI, Opp NN 272.
- Cruzat, Gaspar, Vita sapientissimi P. et admirabilis theologi Antonii Perez (dans l'édition de Lyon 1669).